# Наньюэ (район)
Наньюэ́ (кит. упр. 南岳, пиньинь Nányuè) — район городского подчинения городского округа Хэнъян провинции Хунань (КНР). Район был создан для администрирования охраняемой государством зоны у горы Хэншань, также называемой «Наньюэ».

## История
Исторически эти места были частью уезда Хэншань. 5 февраля 1951 года посёлок Наньюэ и 16 окрестных волостей были выделены в Особый район Наньюэ (南岳特区), но 27 декабря 1952 года он был упразднён, и эти земли вернулись в состав уезда Хэншань.
20 мая 1963 года посёлок Наньюэ и 4 окрестные коммуны были выделены в отдельный уезд Наньюэ (南岳县), но 18 января 1966 года он был упразднён, и эти земли опять вернулись в состав уезда Хэншань, входившего в тот момент в состав Специального района Хэнъян (衡阳专区).
В 1970 году Специальный район Хэнъян был переименован в Округ Хэнъян (衡阳地区).
Постановлением Госсовета КНР от 8 февраля 1983 года был расформирован округ Хэнъян, его административные единицы перешли под юрисдикцию властей города Хэнъян, превратившегося таким образом в городской округ.
22 мая 1984 года из уезда Хэншань был выделен район Наньюэ.

## Административное деление
Район делится на 1 уличный комитет, 1 посёлок и 1 волость.